# Araniella coreana
Araniella coreana är en spindelart som beskrevs av Joon Namkung 2002. Araniella coreana ingår i släktet Araniella och familjen hjulspindlar. Inga underarter finns listade i Catalogue of Life.